# John Coggeshall junior
John Coggeshall junior (* 1619 in England; † 1. Oktober 1708 in Rhode Island) war ein britischer Politiker. Er fungierte als Vizegouverneur der Colony of Rhode Island and Providence Plantations.

## Werdegang
John Coggeshall junior, Sohn von Mary, geborene Gould oder Holmes, (1604–1684) und des Präsidenten der Colony of Rhode Island and Providence Plantations John Coggeshall senior (1601–1647), wurde während der Regierungszeit von Jakob I. geboren. Er wuchs in der Village Castle Hedingham im Nordosten von Essex auf, wo sein Vater ein Händler war. 1632 übersiedelte die Familie Coggeshall nach Neuengland. Unter ihnen waren neben John seine Eltern und die noch lebenden Geschwister. Über die Folgejahre ist nicht überliefert. Ab 1653 schlug er eine öffentliche Laufbahn ein, als er Treasurer der Towns Portsmouth und Newport wurde. Im Folgejahr wurde die Kolonie wiedervereinigt. Die beiden Towns stellten dann mit den Towns Providence und Warwick die Regierung. Coggeshall diente ein Jahr lang als Treasurer in den vier Towns. Sein Name erscheint auf einer Liste der Newport Freemen von 1655. Für die folgenden 35 Jahre diente er beinahe ununterbrochen in einer oder mehrere Funktionen als Assistant, Generalschatzmeister, Abgeordneter, General Recorder und Bürgermeister. Er war einer von zehn Assistants, die in der Königlichen Satzung von 1663 erwähnt wurden, welche die Grundlage für die Regierung von Rhode Island für beinahe zwei Jahrhunderte war. 1686 wurde er Vizegouverneur unter Kolonialgouverneur Walter Clarke. Seine Amtszeit endete aber nur nach einem Monat, da die englische Krone entschied, dass Edmund Andros der Kolonialgouverneur über alle Kolonien von Neuengland  unter der Dominion of New England werden sollte. Nach dem Niedergang der Dominion und der Festnahme von Andros im Jahr 1689 wurde Coggeshall wieder zum Vizegouverneur gewählt. Er bekleidete diesen Posten unter Kolonialgouverneur Henry Bull bis Mai 1690. Während des King Philip’s War saß Coggeshall im April 1676 in einem Ausschuss zwecks Herstellung von Booten für die koloniale Verteidigung. Im selben Jahr, im August 1676, war er Mitglied eines Kriegsgerichts bei einem Prozess gegen mehrere Indianer.
Seinen Testament verfasste er im Juni 1708 und verstarb am 1. Oktober 1708.

## Familie
Coggeshall war dreimal verheiratet. Aus diesen Ehen gingen 16 Kinder hervor. 1647 heiratete er seine erste Ehefrau Elizabeth Baulston (1628–1700), Tochter von Elizabeth und des Magistraten William Baulston (1601–1678). Eines ihrer Kinder war John III. (1650–1706). Die Scheidung erfolgte 1655 durch die General Assembly. Elizabeth heiratete danach Thomas Gould, während Coggeshall im selben Jahr Patience Throckmorton (1640–1676), Tochter von Rebecca Coville und John Throckmorton, heiratete. Aus dieser Ehe gingen neun Kinder hervor, darunter Freegift (1659–1728), James (1660–1712), Mary (1662–1699), Patience (1669–1747) und Benjamin (1673–1739). Ihr letztes Kind wurde in ihrem Todesjahr 1676 geboren. Nach ihrem Tod heiratete er Mary Hedge Sturgis (1649–1731), Tochter von William Hedge (1612–1670). Aus dieser Ehe gingen vier Kinder hervor, darunter Abraham (1683–1758).